# Gustow
Gustow – gmina w Niemczech w kraju związkowym Meklemburgia-Pomorze Przednie, w powiecie Vorpommern-Rügen, wchodząca w skład urzędu Bergen auf Rügen.

## Toponimia
Nazwa pochodzenia słowiańskiego, zapisana po raz pierwszy w 1314 roku w formie Gustowe. Pochodzi z języka połabskiego, od imienia *Gost z sufiksem dzierżawczym -ov i oznacza dosłownie „gród Gosta”.